# Іманбурлик
Іманбурлик (Іманбурлук, Нижній Бурлук; каз. Иманбұрлық) — річка в Казахстані, правий приплив Ішима, впадає в Сергіївське водосховище. Протікає територією району Шал-акина та Айиртауського району Північноказахстанської області. Входить до Ішимського водогосподарського басейну Республіки Казахстан. Довжина річки — 177 км.[джерело не вказане 1432 дні] Висота гирла — 138 м над рівнем моря.[джерело не вказане 1432 дні] Висота витоку — 368 м над рівнем моря.[джерело не вказане 1432 дні] Площа водозбірного басейну — 4070 км².[джерело не вказане 1432 дні]

## Назва
Із казахської назва річки перекладається як — «річка Іман, що тече з поворотами». Іманбурлик називають ще Нижнім Бурлуком, на відміну від Верхнього Акканбурлука.

## Течія
Бере початок на заході височини Кокшетау, витікаючи з озера Байсари, розташованому в пониженні між хребтом Плакун і горами Айиртау. Іноді за початок приймають джерело річки Змійка розташоване за 15 км на південно-південний схід. У верхній течії протікає через озеро Імантау. Загальний напрямок течії з південного сходу на північний захід. Впадає в річку Ішим з правого боку, у Сергіївське водосховище. У річки є 13 приток; найбільші з них — Гірка, Аралтобе, Караменди (ліві); Сариозек (правий, 66 км).

## Водний режим
Стік річки має сильно виражену сезонну та багаторічну нерівномірність. Середнє значення витрати води становить 1,13 м³/с (2,2 м³/с), проте витрати води в різні роки можуть відрізнятися в десятки та сотні разів, що значно ускладнює господарське використання ресурсів річки.

## Іхтіофауна
У річці водяться сазан, йорж, чебак, в'язь.

## Населені пункти
На річці розташовано 18 сіл, найбільші: Кирилівка, Казанка, Ольгинка.